# Horst Auer
Horst Auer (* 17. Juli 1934 in Nürnberg; † 10. Januar 2007 in München) war ein deutscher Architekt, Medailleur und Professor an der Technischen Universität München.

## Leben
Horst Auer studierte von 1955 bis 1960 Architektur an der Technischen Universität München, wo er im Anschluss als Assistent am Lehrstuhl für Grundlagen der Gestaltung und Darstellung tätig war. 1967 wurde er mit der Dissertation Farbiger Putz zur Steigerung der architektonischen Erscheinung von Bauten. Eine chronologische Darstellung der Entwicklung am Beispiel der städtischen Wohnhausfassade in Deutschland von 1900-1960  promoviert.
Seit 1968 nahm der Student als Künstler an verschiedenen Wettbewerben für Gedenkmünzen teil.
1975 wurde Auer habilitiert und übernahm anschließend umfangreiche Lehraufträge als Privat- und Universitätsdozent. 1982 wurde er zum Professor für Grundlagen der Gestaltung und Darstellungsmethodik an den Fakultäten für Architektur und Landespflege der Technischen Universität München berufen.
In dem 1988 auf Anregung des Grafikers und Medailleurs Reinhart Heinsdorff in Zusammenarbeit mit der damaligen Hauptkonservatorin der Staatlichen Münzsammlung München, Ingrid Szeiklies-Weber entstandenen Künstlerkreis der Medailleure München zählte Horst Auer zu den Gründungsmitgliedern, wandte sich aber erst ab den frühen 1990er Jahren intensiver der Kunst der Medaille zu. Die internationalen Medaillen-Ausstellung der Fédération internationale de la médaille d’art (FIDEM) von 1992 in London bis 2002 in Paris beschickte Auer regelmäßig mit eigenen Werken.
2002 erkrankte der Künstler so schwer, dass eine weitere künstlerische Arbeit nicht mehr möglich war. Er starb 2007.

## Werke (Auswahl)
- 1997: Jahresmedaille der Deutschen Gesellschaft für Medaillenkunst, mit Darstellung des Weltmodells und einer Kugel über sieben Ebenen[5]

## Veröffentlichungen
- Farbiger Putz zur Steigerung der architektonischen Erscheinung von Bauten. Eine chronologische Darstellung der Entwicklung am Beispiel der städtischen Wohnhausfassade in Deutschland von 1900-1960 . Maschinenschriftliche Dissertation, Fakultät für Bauwesen, TU München 1967